# Steinfeld (Schleswig)
Steinfeld este, printre altele, o comună din landul Schleswig-Holstein, Germania. Deoarece în Germania există mai multe localități cu acest nume, la nevoie se precizează astfel: Steinfeld (Schleswig).
1. ↑  Alle politisch selbständigen Gemeinden mit ausgewählten Merkmalen am 31.12.2018 (4. Quartal) (în germană), Statistisches Bundesamt[*], arhivat din original la 10 martie 2019, accesat în 10 martie 2019